# مسجد السيدة رقية (غزة)
مسجد السيدة رقية (غزة) مسجد تاريخي أثري في شرق مدينة غزة، يوجد في وسط شارع بغداد في حي الشجاعية الواقع في البلدة القديمة لغزة، وهو من أحد المساجد التي بنيت في عصر الدولة المملوكية مثل مسجد العجمي القديم ومسجد الظفر دمري ومسجد علي بن مروان وغيرهم، وكان مبنى المسجد مشيد أيضًا في عصر الدولة الفاطمية، شُيد عام 920 هجريّا أي مابين عامي 1514و 1515م، وتم ترخيصه وبناء الجزء الخارجي له عام 1434 هجريّا، لا توجد رواية مؤكدة في تحديد هوية السيدة رقية التي سمي المسجد تيمنا بها، ترجح أغلب الروايات أنها زوجة أحد حكام غزة القدام وبالتحديد رقية بنت أحمد التي يوجد قبرها بالإيوان الخارجي مسجد علي بن مروان.
من 1170هـ إلى عام 1222هـ، كان يملك وقف المسجد رجل يدعى الحاج سالم حتحت وتولى تجديد بناء المسجد، استخدم أهل غزة غرفة من غرف المسجد في المسجد كمعهد علمي وزاية، تعرض المسجد للقصف أثناء الحرب العالمية الأولى مما أدى الى تدمير المكتبة التي كانت به.

## صيانته
في أغسطس/آب 2013، تم البدء في أعمال ترميم المسجد و بناء 3 طوابق للتوسعة الجديدة للمسجد من قبل مركز إيوان، تم إعادة افتتاح المسجد في شهر مارس/ أذار 2014 بعد عمل ترميم له وإصلاحات من قِبل مركز إيوان وبدعم من التبرعات المادية لأهالي الحي، أثناء عملية الترميم في احدى المرات، وجدت بلاطة رخامية مكتوب عليها بعض الكتابات العربية مزخرفة نباتيا حولها.